# Парагвай на літніх Олімпійських іграх 2016
Парагвай на літніх Олімпійських іграх 2016 буде представлений 11 спортсменами в 7 видах спорту. Жодної медалі олімпійці Парагваю не завоювали.

## Спортсмени
| Дисципліна            | Чоловіки | Жінки | Разом |
| --------------------- | -------- | ----- | ----- |
| Легка атлетика        | 1        | 1     | 2     |
| Гольф                 | 1        | 1     | 2     |
| Академічне веслування | 1        | 1     | 2     |
| Стрільба              | 1        | 0     | 1     |
| Плавання              | 1        | 1     | 2     |
| Настільний теніс      | 1        | 0     | 1     |
| Теніс                 | 0        | 1     | 1     |
| Разом                 | 6        | 5     | 11    |

## Легка атлетика
Легенда
- Note – для трекових дисциплін місце вказане лише для забігу, в якому взяв участь спортсмен
- Q = пройшов у наступне коло напряму
- q = пройшов у наступне коло за добором (для трекових дисциплін - найшвидші часи серед тих, хто не пройшов напряму; для технічних дисциплін - увійшов до визначеної кількості фіналістів за місцем якщо напряму пройшло менше спортсменів, ніж визначена кількість)
- NR = Національний рекорд
- N/A = Коло відсутнє у цій дисципліні
- Bye = спортсменові не потрібно змагатися у цьому колі

Трекові і шосейні дисципліни
| Спортсмен         | Дисципліна                  | Фінал     | Фінал |
| Спортсмен         | Дисципліна                  | Результат | Місце |
| ----------------- | --------------------------- | --------- | ----- |
| Дерліс Рамон Аяла | марафонський біг (чоловіки) | 2:39:40   | 136   |
| Кармен Мартінес   | марафонський біг (жінки)    | 2:56:43   | 115   |

## Гольф
| Спортсмен        | Дисципліна | Раунд 1   | Раунд 2   | Раунд 3   | Раунд 4   | Загалом   | Загалом | Загалом |
| Спортсмен        | Дисципліна | Результат | Результат | Результат | Результат | Результат | Пар     | Місце   |
| ---------------- | ---------- | --------- | --------- | --------- | --------- | --------- | ------- | ------- |
| Фабріціо Занотті | чоловіки   | 70        | 74        | 68        | 67        | 279       | −5      | =15     |
| Хулієта Гранада  | жінки      | 71        | 69        | 76        | 78        | 294       | +10     | =44     |

## Академічне веслування
| Спортсмен         | Дисципліна          | Заїзди  | Заїзди | Втішний заплив | Втішний заплив | Чвертьфінали | Чвертьфінали | Півфінали | Півфінали | Фінал   | Фінал |
| Спортсмен         | Дисципліна          | Час     | Місце  | Час            | Місце          | Час          | Місце        | Час       | Місце     | Час     | Місце |
| ----------------- | ------------------- | ------- | ------ | -------------- | -------------- | ------------ | ------------ | --------- | --------- | ------- | ----- |
| Артуро Ріварола   | одиночки (чоловіки) | 7:29.23 | 3 QF   | Bye            | Bye            | 7:17.12      | 6 SC/D       | 7:41.43   | 6 FD      | 7:18.34 | 24    |
| Габріела Москейра | одиночки (жінки)    | 8:27.39 | 4 R    | 7:59.32        | 2 QF           | 7:54.49      | 5 SC/D       | 8:22.84   | 5 FD      | 7:44.62 | 19    |

Пояснення до кваліфікації: FA=Фінал A (за медалі); FB=Фінал B (не за медалі); FC=Фінал C (не за медалі); FD=Фінал D (не за медалі); FE=Фінал E (не за медалі); FF=Фінал F (не за медалі); SA/B=Півфінали A/B; SC/D=Півфінали C/D; SE/F=Півфінали E/F; QF=Чвертьфінали; R=Потрапив у втішний заплив

## Стрільба
| Спортсмен      | Дисципліна            | Кваліфікація | Кваліфікація | Півфінал        | Півфінал        | Фінал           | Фінал           |
| Спортсмен      | Дисципліна            | Очки         | Місце        | Очки            | Місце           | Очки            | Місце           |
| -------------- | --------------------- | ------------ | ------------ | --------------- | --------------- | --------------- | --------------- |
| Пауло Райхардт | дубль-трап (чоловіки) | 106          | 22           | Завершив виступ | Завершив виступ | Завершив виступ | Завершив виступ |

Пояснення до кваліфікації: Q = Пройшов у наступне коло; q = Кваліфікувався щоб змагатись у поєдинку за бронзову медаль

## Плавання
| Спортсмен     | Дисципліна                           | Попередній заплив | Попередній заплив | Півфінал         | Півфінал         | Фінал            | Фінал            |
| Спортсмен     | Дисципліна                           | Час               | Місце             | Час              | Місце            | Час              | Місце            |
| ------------- | ------------------------------------ | ----------------- | ----------------- | ---------------- | ---------------- | ---------------- | ---------------- |
| Бен Хокін     | 100 метрів вільним стилем (чоловіки) | 50.26             | 44                | Завершив виступ  | Завершив виступ  | Завершив виступ  | Завершив виступ  |
| Карен Ріверос | 100 метрів вільним стилем (жінки)    | 59.00             | 39                | Завершила виступ | Завершила виступ | Завершила виступ | Завершила виступ |

## Настільний теніс
| Спортсмен       | Дисципліна                  | Попередній раунд   | Раунд 1            | Раунд 2            | Раунд 3            | 1/8 фіналу         | Чвертьфінали       | Півфінали          | Фінал / БМ         | Фінал / БМ      |
| Спортсмен       | Дисципліна                  | Суперник Результат | Суперник Результат | Суперник Результат | Суперник Результат | Суперник Результат | Суперник Результат | Суперник Результат | Суперник Результат | Місце           |
| --------------- | --------------------------- | ------------------ | ------------------ | ------------------ | ------------------ | ------------------ | ------------------ | ------------------ | ------------------ | --------------- |
| Marcelo Aguirre | одиночний розряд (чоловіки) | Powell (AUS) W 4–0 | Dyjas (POL) L 0–4  | Завершив виступ    | Завершив виступ    | Завершив виступ    | Завершив виступ    | Завершив виступ    | Завершив виступ    | Завершив виступ |

## Теніс
| Спортсмен            | Дисципліна               | 1/32 фіналу                | 1/16 фіналу        | 1/8 фіналу         | Чвертьфінали       | Півфінали          | Фінал / БМ         | Фінал / БМ       |
| Спортсмен            | Дисципліна               | Суперник Результат         | Суперник Результат | Суперник Результат | Суперник Результат | Суперник Результат | Суперник Результат | Місце            |
| -------------------- | ------------------------ | -------------------------- | ------------------ | ------------------ | ------------------ | ------------------ | ------------------ | ---------------- |
| Verónica Cepede Royg | одиночний розряд (жінки) | Нікулеску (ROU) L 2–6, 3–6 | Завершила виступ   | Завершила виступ   | Завершила виступ   | Завершила виступ   | Завершила виступ   | Завершила виступ |